# Ludność Gdańska

Herb Gdańska

## LudnośćGdańska
- 1675 – 53 200

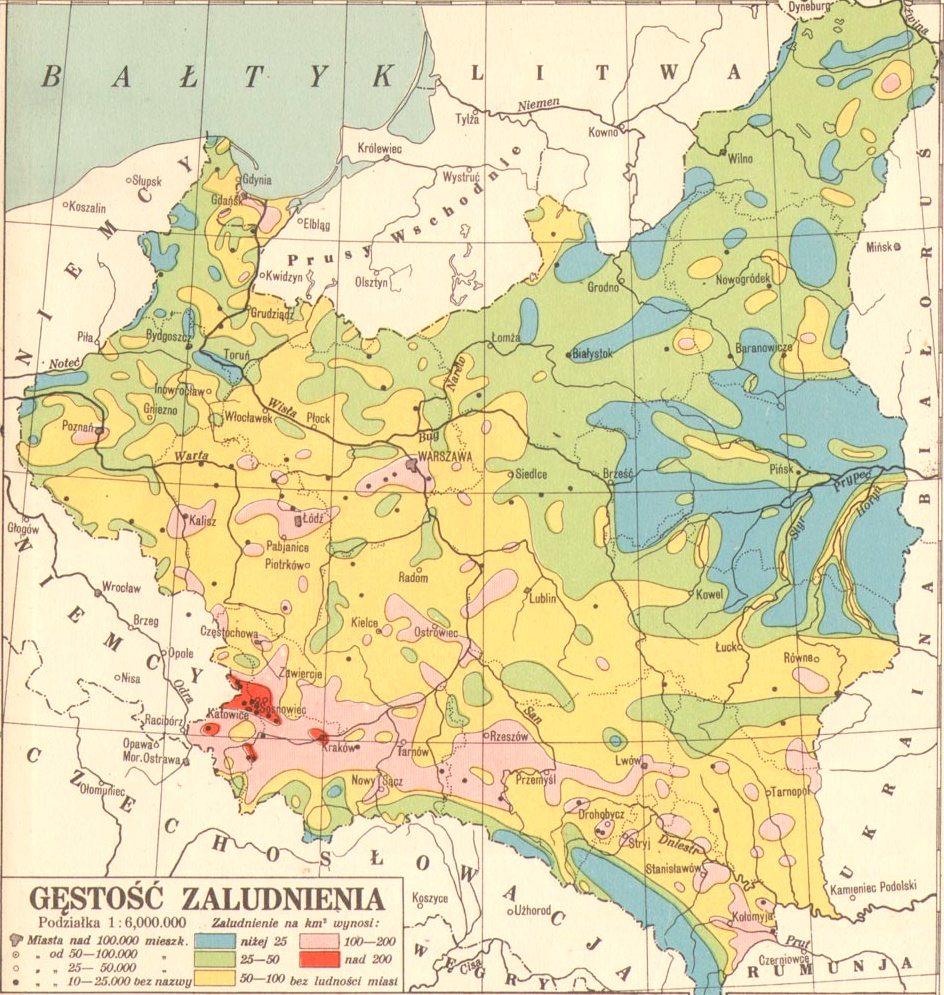
Polska i Wolne Miasto Gdańsk, gęstość zaludnienia, 1934

- 1818 – 50 569 (w tym 1148 Żydów)[1][1][1]
- 1821 – 55 370[1]
- 1849 – 58 280   (w tym 2350 Żydów)[1]
- 1858 – 66 887[1]
- 1864 – 78 131[1]
- 1871 – 88 975[1]
- 1875 – 97 931[2][3]
- 1880 – 108 551[1][2]
- 1885 – 114 805[2]
- 1890 – 140 563[1]
- 1900 – 170 337[1]
- 1910 – 191 952[1]
- 1914 – 188 346[1]
- 1920 – 194 064[1]
- 1924 – 206 458[1]
- 1929 – 235 237[1]
- 1939 – 250 000[1]
- 1946 – 117 894   (spis sumaryczny)
- 1950 – 194 633   (spis powszechny)
- 1955 – 242 854
- 1960 – 286 940   (spis powszechny)
- 1961 – 296 700
- 1962 – 301 700
- 1963 – 309 700
- 1964 – 316 700
- 1965 – 321 321
- 1966 – 326 800
- 1967 – 360 700
- 1968 – 366 900
- 1969 – 372 600
- 1970 – 365 600   (spis powszechny)
- 1971 – 370 827
- 1972 – 378 300
- 1973 – 397 700   (włączono m.in.: Kokoszki, Matarnię, Osowę, Wyspę Sobieszewską)
- 1974 – 406 900
- 1975 – 420 977
- 1976 – 434 000
- 1977 – 443 800
- 1978 – 441 600   (spis powszechny)
- 1979 – 449 200
- 1980 – 456 707
- 1981 – 458 874
- 1982 – 462 839
- 1983 – 464 583
- 1984 – 467 122
- 1985 – 468 616
- 1986 – 468 432
- 1987 – 469 053
- 1988 – 464 058   (spis powszechny)
- 1989 – 464 649
- 1990 – 465 143
- 1991 – 466 524
- 1992 – 461 680
- 1993 – 463 058
- 1994 – 463 097
- 1995 – 463 019
- 1996 – 462 336
- 1997 – 461 354
- 1998 – 458 988
- 1999 – 464 358
- 2000 – 462 995
- 2001 – 461 885
- 2002 – 461 653   (Narodowy Spis Powszechny)
- 2003 – 461 011
- 2004 – 459 072
- 2005 – 458 053
- 2006 – 456 658
- 2007 – 455 717
- 2008 – 455 581
- 2009 – 456 591
- 2010 – 460 509
- 2011 – 460 517  (Narodowy Spis Powszechny Ludności i Mieszkań)
- 2012 – 460 427
- 2013 – 461 531
- 2014 – 461 489
- 2015 – 462 249
- 2016 – 463 754
- 2017 – 464 254
- 2018 – 466 631
- 2019 – 470 907
- 2020 – 487 000
- 2021 – 486 000
- 2022 – 486 000
- 2023 – 487 000

## Piramida wieku mieszkańców Gdańska w 2014 roku

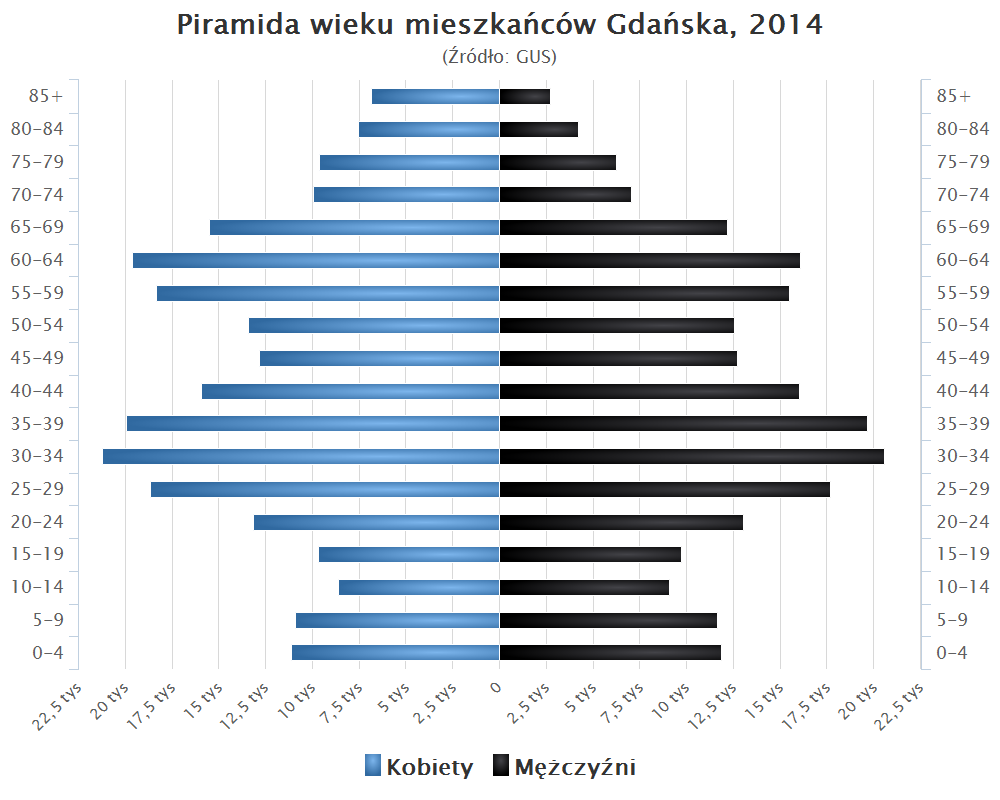

## Powierzchnia Gdańska
- 1995 – 262,03 km²
- 2005 – 262,03 km²
- 2006 – 265,50 km²
- 2007 – 261,62 km²
- 2008 – 261,62 km²
- 2009 – 261,68 km²
- 2010 – 261,96 km²

## Dodatkowe informacje
Ulicą z największą liczbą mieszkańców jest ulica Kołobrzeska. W czwartym kwartale 2016 roku liczba osób zameldowanych wynosiła 7022.